# شکوتیلی
شکوتیلی (به لاتین: Shekvetili) یک منطقهٔ مسکونی در گرجستان است که در شهرداری ازورگتی واقع شده‌است. شکوتیلی ۱۷۵ نفر جمعیت دارد و ۲ متر بالاتر از سطح دریا واقع شده‌است.